# Der Sonntag (Sachsen)
Der Sonntag  ist eine Wochenzeitung für die Evangelisch-Lutherische Landeskirche Sachsens.
Sie wurde 1946 als Gemeindeblatt dieser Landeskirche gegründet. Herausgeber ist der Evangelische Medienverband in Sachsen e. V.

## Geschichte
Von 1949 bis 1980 war Radebeul Redaktionssitz der Zeitung, ab 1980 Dresden. In den ersten Jahren erlaubte die Sowjetische Militäradministration eine Auflage von 40.000 vierseitigen Exemplaren, die jedoch der Zensur unterlagen, so dass in den folgenden Jahren immer wieder einzelne Passagen gestrichen wurden. Nach der Wende wurde der Umfang schrittweise von acht auf zwölf Seiten erhöht. Die Abonnentenzahlen dagegen sanken. Seit 1998 entsteht Der Sonntag in Kooperation mit den Zeitungen Die Kirche (Magdeburg) und Glaube und Heimat (Weimar).
Bis 1990 wurde Der Sonntag von der Evangelischen Buchhandlung Max Müller in Karl-Marx-Stadt verlegt. Ab 1991 wurde diese Aufgabe von der Evangelischen Verlagsanstalt Leipzig übernommen. 2001 wurde auch der Redaktionssitz nach Leipzig verlegt. Seit 2009 erscheint Der Sonntag im Verlag Evangelisches Medienhaus dieser Stadt.

## Chefredakteure
- Kurt Ihlenfeld (1946–1949)
- Christian Rietschel (1949–1973)
- Hans Wiede (1973–1980)
- Friedbert Stöcker (1980–1991)
- Ulrich Wickel (1991–2003)
- Uwe von Seltmann (2004–2008)
- Christine Reuther (2008–2011)
- Andreas Roth (2012–2017)
- Stefan Seidel (2017–2024)
- Torsten Hilscher (seit 2024)

## Auflage
Im dritten Quartal des Jahres 2017 hatte die Wochenzeitung eine Gesamtauflage von 11.231 Exemplaren, bei einer verkauften Auflage von 8.848 Exemplaren, davon 8.622 an Abonnenten.